# Batrisocenus
Batrisocenus is een monotypisch geslacht van kevers uit de familie van de kortschildkevers (Staphylinidae).

## Soort
- Batrisocenus foveiterminalis Tanokuchi, 1989